# Bianca Bakker
Bianca Bakker (Wijnjewoude, 10 augustus 1995) is een Nederlands marathonschaatsster en langebaanschaatsster.
In 2018 en 2019 nam Bakker deel aan de NK afstanden op het onderdeel massastart.

## Records

### Persoonlijke records[4]
| Afstand    | Tijd    | Datum           | Baan       |
| ---------- | ------- | --------------- | ---------- |
| 500 meter  | 41,67   | 20 januari 2014 | Heerenveen |
| 1000 meter | 1.22,65 | 20 januari 2014 | Heerenveen |
| 1500 meter | 2.10,14 | 15 maart 2013   | Heerenveen |
| 3000 meter | 4.38,41 | 7 december 2013 | Heerenveen |